# Bahía Honda (Cuba)
Bahía Honda es una bahía ubicada en la costa noroccidental de Cuba. La localidad circundante es también un municipio perteneciente a la Provincia de Artemisa, territorio anteriormente perteneciente a Pinar del Río hasta 2011. Esta bahía de bolsa es casi por completo encerrada, comprende un ancho de 5 km de largo aproximadamente, entre sus puntos más entrantes. 
La salida y entrada de las aguas del golfo de México está determinada por un pequeño estrecho de 780 m de longitud. 
Alrededor se encuentran diferentes asentamientos poblacionales como: Bahía Honda, El Volador, Harlem, Gregorio García y un puerto industrial. 
Así también, alrededor existen diversidad de plantaciones, y pequeñas lagunas y riachuelos.